# Eros Riccio
Eros Riccio (Lucca, Italija, 1. prosinca 1977.) talijanski dopisni šahist i velemajstor. Nositelj je srebrnih europskih i brončanih olimpijskih medalja.
Svjetski je prvak FICGS-a trinaest puta, i autor knjige poznatih tehnika šaha.

## Vanjske poveznice
- ICCF rating